# تايكي تسورونو
تايكي تسورونو (باليابانية: 鶴野 太貴) (4 سبتمبر 1990 في سابورو في اليابان – )؛ هو لاعب كرة قدم ياباني سابق كان يلعب كلاعب وسط.

## وصلات خارجية
- تايكي تسورونو على موقع رابطة كرة القدم اليابانية للمحترفين (اليابانية)
- تايكي تسورونو على موقع Soccerway.com (الإنجليزية)